# او۲ (متروی برلین)
او۲ (آلمانی: U2) نام یکی از خطوط اصلی متروی برلین است که از پانکوو شروع می‌شود و به الکساندرپلاتس می‌رود و در نهایت در روهلبن پایان می‌یابد. این خطر ۲۹ ایستگاه و ۲۰.۷ کیلومتر دارد. به همراه خطوط او۱، او۳، و او۴ چهار خط اصلی متروی برلین در زمان آغاز قبل از ۱۹۱۴ آغاز به کار کردند.